# Saint-Hippolyte (Aveyron)
 Saint-Hippolyte  (en occitano Sent Ipòli) es una población y comuna francesa, situada en la región de Mediodía-Pirineos, departamento de Aveyron, en el distrito de Rodez y cantón de Entraygues-sur-Truyère.

## Demografía
| 937 | 825 | 677 | 685 | 541 | 500 |
| Para los censos de 1962 a 1999 la población legal corresponde a la población sin duplicidades (Fuente: INSEE [Consultar]) |     |     |     |     |     |